# Carlos Winkow
Carlos Winkow (Sömmerda, 6 de febrero de 1882 – Madrid, 16 de enero de 1952), de nombre real Carl Winkow, fue un tipógrafo alemán que trabajó principalmente en España, para la Fundición Tipográfica Nacional.

## Primeros años y formación
Winkow nació en Sömmerda, en Turingia, hijo de Kart Winkow, y una dueña de una pequeña perfumería, Pauline Röhre. Los padres pronto se trasladaron a Berlín, donde el padre trabaja como maestro armero en la fábrica de fusiles Mauser. A los 18 años, en 1900, terminó su aprendizaje en la Fundición Berthold de Berlín. De evidente talento, trabajó entre 1901 y 1907 en las fundiciones Gentzsch&Heysse de Hamburgo y Gebrüder Klinsport de Offenbach del Meno.
En 1905 pasa a trabajar como jefe de grabado para la Fundición Richard Gans, en Madrid. En 1907 se trasladó a trabajar a Turín, en la Fundición Ditta Nebiolo, de la que hubo de huir por amenazas del maestro de grabado, que se sentía intimidado por el talento del nuevo trabajador. Poco tiempo después volvió a la Fundición Richard Gans, de nuevo como jefe de grabado.
Al contrario que otros tipógrafos de su generación, como Paul Renner, Helmut Ehmcke o Ernest Schneidler, Winkow no poseía formación de arte académica, sino que provenía de lado artesanal del oficio. Así, Winkow se interesa más por el «buen hacer» del «oficio», que en ser un «artista creador».

## Trabajo en la Fundición Richard Gans
Cuando Winkow pasa a trabajar para la Fundición Richard Gans por segunda vez, la fundición ya tenía un prestigio indudable en España, con un extenso catálogo de tipos que vendían en toda la península. El 14 de octubre de 1910 se casó con Elvira García Latorre en la embajada de Alemania en Madrid, con lo que quedó definitivamente asentado en España.
Inicialmente Winkow sólo se encargaba de retocar y ajustar los tipos importados de Alemania, pero los problemas de suministro generados por la I Guerra Mundial le dieron la oportunidad de demostrar su talento en la creación de nuevos tipos. En el catálogo de 1922 presenta por primera vez sus creaciones: Antigua Progreso, El Greco, Elzeviriano Ibarra, Grotesca Radio, Graciosa, Gótico Cervantes, Escritura Gloria, Fulgor y Mercedes. Inspiradas en sus frecuentes visitas a la Biblioteca Nacional, las fuentes tuvieron un gran éxito, sobre todo la Elzeviriano Ibarra, que se convirtió en una de las favoritas para todo tipo de materiales impresos. Entre 1929 y 1934 creó también el tipo Escritura Decorativa, inspirada en diseños de Albert Auspurt.
Tras la muerte de Richard Gans en 1925, Winkow no se sentía apreciado por el equipo director de la Fundición, por lo que decidió abandonar la empresa.

## Primera época en la Fundición Tipográfica Nacional
Fundada en 1915 por Salvador Díaz de Corcuera y Fernández de la Reguera, la Fundición Tipográfica Nacional había tratado de convencer a Winkow en diversas ocasiones de venir a trabajar con ellos. No fue hasta 1934 que Winkow pasó a trabajar como «diseñador» para la Fundición Tipográfica Nacional y ya en 1935 se incluyen los primeros diseños realizados en el nuevo catálogo: Intermezzo, Clásico Nacional y el sistema de Orlas Granito Nacional. La importancia de Winkow se puede medir en la noticia emitida por la Fundición para celebrar la llegada del tipógrafo a su empresa, que le dedicará su propio espacio en las oficinas, en el que tiene un despacho y un taller de diseño.
En 1936, tras el estallido de la Guerra Civil, Winkow es repatriado junto con su mujer y sus tres hijos hacia Alemania, partiendo del puerto de Alicante.

## Periodo alemán (1936-1939)
El gobierno alemán los alojó en Rhöndorf am Reim (Renania), donde fue a buscarlo Johannes Wagner, propietario de Norddeutsche Schriftgießerei, situada en Berlín. Así, Winkow se trasladó junto con su familia en 1937 a Berlín. Su primer trabajo para Wagner fue la creación de un pequeño catálogo de tipos en español y portugués, ya que la Norddeutsche Schriftgießerei tenía planes de expansión en la península.
Para entonces había comenzado el desarrollo del tipo Reporter, que les habría de proporcionar un gran prestigio a ambos. Basándose en unas ideas básicas de Wagner, que quería una letra dinámica realizada a pincel, «un tipo de escritura que debería ser más viva y natural que las existentes hasta entonces», Winkow, tras dos años de trabajo, diseñó Reporter. La tipografía de Reporter, imitando el trazo manual, obligaba la creación de numerosas ligaduras, que produjeron un conjunto de 1600 punzones que había que grabar a mano.
Poco después comenzó el desarrollo del tipo Gong, de factura similar a Reporter, que también exigía el trabajo manual para los punzones: «Cada uno de los punzones debía ser grabado a mano a la profundidad adecuada para que los caracteres no se empastaran. Además, el punteado que caracteriza a esta tipografía, de haberse realizado con pantógrafo la habría restado dinamismo y fluidez. Y es que ese era, precisamente, el objetivo de nuestro trabajo: crear un tipo que se pareciera lo más posible a la escritura manuscrita [...]» A pesar de que no tuviese el éxito del anterior, el tipo fue ampliamente empleado por la industria editorial alemana después de la Guerra.
En 1939 Wagner envió a Winkow a España para preparar su expansión. Debido a las condiciones del nuevo régimen, Wagner necesitaba de un socio español, así que envió a Winkow a Béjar, para negociar con su amigo, el industrial Emiliano Muñoz García. El negocio se vino abajo con el inicio de la II Guerra Mundial, cuando las autoridades alemanas prohibieron la exportación de equipos industriales.

## Segunda época en la Fundición Tipográfica Nacional
La familia decidió regresar a España, no tanto por su deseo de volver, como por su rechazo a la Guerra. Tras largas peripecias, pasando por Italia, la familia llegó a Madrid en 1940. El único que no volvió fue el hijo mayor, Carlos, que desapareció en el frente de Besarabia. En Madrid, el director de la Fundición Tipográfica Nacional, Salvador D. de Corcuera «[...] radiante de alegría y enfundado en una camisa azul de Falange, con dos estrellas de teniente en el pecho, nos recibe brazo en alto [...]»
En su afán por superar a la competencia, la Fundición Richard Gans, Corcuera anima a Winkow a que cree nuevos tipos. Así, Winkow comienza una época de trabajo febril en el que crea un tipo nuevo cada año. De entre ellas, estaban: Numancia, Híspalis, Grotesca Nacional, Afrodita, Alcázar, Astur, Interpol, Belinda, Luscinda, Cursiva Ibérica, Radar, Escritura Victoriana, Cursiva Rusiñol y Electra.
Las más destacables serán:
- Electra, en realidad una familia de tipos en la que introdujo numerosas variantes: Redonda Fina, Seminegra y Negra, Cursiva Seminegra, Condensada Fina y Condensada Negra, además de las variantes Electra Clara e Iniciales Electra, tan distintas entre sí que resultan complejas de combinar.[2] Fue digitalizada por Font Bureau como Romeo.
- Cursiva Rusiñol, una reinterpretación del tipo Reporter, en la que se aligera ligeramente el trajo con líneas vacías, imitando el trazo del pincel. El tipo ha sido digitalizado por Adobe con el nombre Report Nº2, pero con una fidelidad muy baja, que rompe con el planteamiento original.[2]
- Astur, en la línea anterior, basada en cintas o tiras desgajadas en los extremos.
- Los diseños déco de la Fundición Tipográfica Nacional llegaban con, por lo menos, diez años de retraso, en la década de 1940, cuando este estilo ya había pasado de moda en otros países. Entre ellas están el tipo Interpol, que divide las letras en horizontal, lo que permite reaprovechar elementos de unas letras para otras y separarlas para introducir textos en medio; el Alcázar, variante de la Electra Clara, con efecto volumétrico; el Afrodita, un tipo romano dinamizado con bandas verticales y en ángulo; y el tipo Cursiva Ibérica, una cursiva con efecto volumétrico, que sería empleado con frecuencia en publicidad —digitalizada en 1997 por Pat Hickson como Roller.[2]

Enfermo de cirrosis hepática, pasó los últimos años supervisando el trabajo de los demás, falleciendo el 16 de enero de 1952.

## Tipos diseñados por Winkow
- Antigua Progreso
- El Greco
- Elzeviriano Ibarra
- Grotesca Radio
- Graciosa
- Gótico Cervantes
- Escritura Gloria
- Fulgor
- Mercedes
- Escritura Decorativa
- Intermezzo
- Clásico Nacional
- Granito Nacional
- Reporter
- Gong
- Numancia
- Híspalis
- Grotesca Nacional
- Afrodita
- Alcázar
- Astur
- Interpol
- Belinda
- Luscinda
- Cursiva Ibérica
- Radar
- Escritura Victoriana
- Cursiva Rusiñol
- Electra